# USS LST-766
O USS LST-766 foi um navio de guerra norte-americano da classe LST que operou durante a Segunda Guerra Mundial.